# 內斯納
內斯納（挪威語：Nesna）是挪威諾爾蘭郡的一個市镇，行政中心为内斯纳村。市镇面积为183.19平方公里，2023年人口数量为1,783人。